# Friedrich Jossé
Friedrich Jossé (* 10. Juli 1897 in Wolfstein (Westpfalz); † 17. Februar 1994 in Speyer) war ein deutscher Maler, Graphiker und Kunsterzieher.

## Leben
Jossé wurde am 10. Juli 1897 als drittes Kind eines Postexpeditors in Wolfstein geboren und wuchs in Freinsheim (Pfalz) auf. Er besuchte das Progymnasium in Bad Dürkheim, von 1913 bis 1916 das Humanistische Gymnasium in Neuburg an der Donau. 1915 entstand sein erstes Ölbild „Dackenheim, von Freinsheim aus gesehen“. Es folgte die Einberufung zum Militär. Die Teilnahme am Ersten Weltkrieg führt ihn an verschiedene Kriegsschauplätze. 1918 erlitt Jossé eine schwere Kriegsverletzung und den Verlust des rechten Beines.
Von 1920 bis 1924 studierte er Kunsterziehung in München bei Maximilian Dasio und Adolf Schinnerer. Als Assessor ist er in Neustadt tätig, wo er mit den Werken Max Slevogts näher bekannt wird. Als Zeichenlehrer fühlt er sich „wie der Hund, der hinter dem Zigeunerwagen des Künstlertrupps nachtrottet“. Hier illustriert er aus eigener Initiative Max Pfeiffers Roman „Kyrie eleison“. Seit 1927 war er Kunsterzieher in Speyer. Dort wird er mit Hans Fay und Albert Haueisen bekannt. Auch dem Einfluss von Hans Purrmann dürfte er sich nicht entzogen haben. Es folgen zahlreiche Ausstellungen. Jossé betätigte sich als Buchillustrator, Karikaturist, Landschafts-, Blumen-, Stillleben- und Glasfenstermaler. Er pflegte die Ölmalerei, Gouache, Aquarell, Graphik und auch das plastische Modellieren. Seine Motive fand er besonders in den Rheinauen bei Speyer und in der Landschaft und den Dörfern zwischen Rhein und Haardt. Besonders verbunden war er mit Gleiszellen, wo er ein Sommerhäuschen auf dem Hatzelberg besaß.
1962 kann er sich nach seiner Pensionierung „ganz der Malerei widmen“. 1963 stellte er zum ersten Mal abstrakte Bilder aus. Zunehmend begeistert er sich für die Abstraktion, obgleich er mit ihr einige bisherige Freunde enttäuscht. Wie Jossés Karikaturen mit „spitzer Feder“ gezeichnet sind, war sein Denken und Sprechen zwar bescheiden, aber treffsicher, witzig, ironisch und, wo es angebracht war, auch spöttisch.
1986 wurde ihm das Bundesverdienstkreuz 1. Klasse verliehen.
Etwa 60 Jahre lang, bis zu seinem Tod, lebte Jossé mit seiner Ehefrau Katharina in einer geräumigen Erdgeschoßwohnung in Speyer, Prinz-Luitpold-Straße. Dort entstanden auch viele seiner Bilder und Plastiken.